# Слядкув-Подлесьни
Слядкув-Подлесьни (пол. Śladków Podleśny) — село в Польщі, у гміні Пйонтек Ленчицького повіту Лодзинського воєводства.
Населення — 99 осіб (2011).
У 1975-1998 роках село належало до Плоцького воєводства.

## Демографія
Демографічна структура станом на 31 березня 2011 року:
|          | Загалом | Допрацездатний вік | Працездатний вік | Постпрацездатний вік |
| -------- | ------- | ------------------ | ---------------- | -------------------- |
| Чоловіки | 47      | 12                 | 34               | 1                    |
| Жінки    | 52      | 9                  | 36               | 7                    |
| Разом    | 99      | 21                 | 70               | 8                    |